# Xian Bangdi
Xian Bangdi (11 d'agost de 1976) és una esportista xinesa que va competir en piragüisme en la modalitat d'aigües tranquil·les, guanyadora d'una medalla de plata al Campionat Mundial de Piragüisme de 1995 en la prova de K4 500 m.
Va participar en els Jocs Olímpics d'Atlanta 1996, on va finalitzar quarta en la prova de K4 500 m.

## Palmarès internacional
| Campionat del món | Campionat del món    | Campionat del món | Campionat del món |
| Any               | Lloc                 | Medalla           | Esdeveniment      |
| ----------------- | -------------------- | ----------------- | ----------------- |
| 1995              | Duisburg ( Alemanya) | 2                 | K4 500 m          |